# Chemin de fer de Bon-Repos
 (janvier 2017).
Si vous disposez d'ouvrages ou d'articles de référence ou si vous connaissez des sites web de qualité traitant du thème abordé ici, merci de compléter l'article en donnant les références utiles à sa vérifiabilité et en les liant à la section « Notes et références ».
Pour les articles homonymes, voir CFBR.

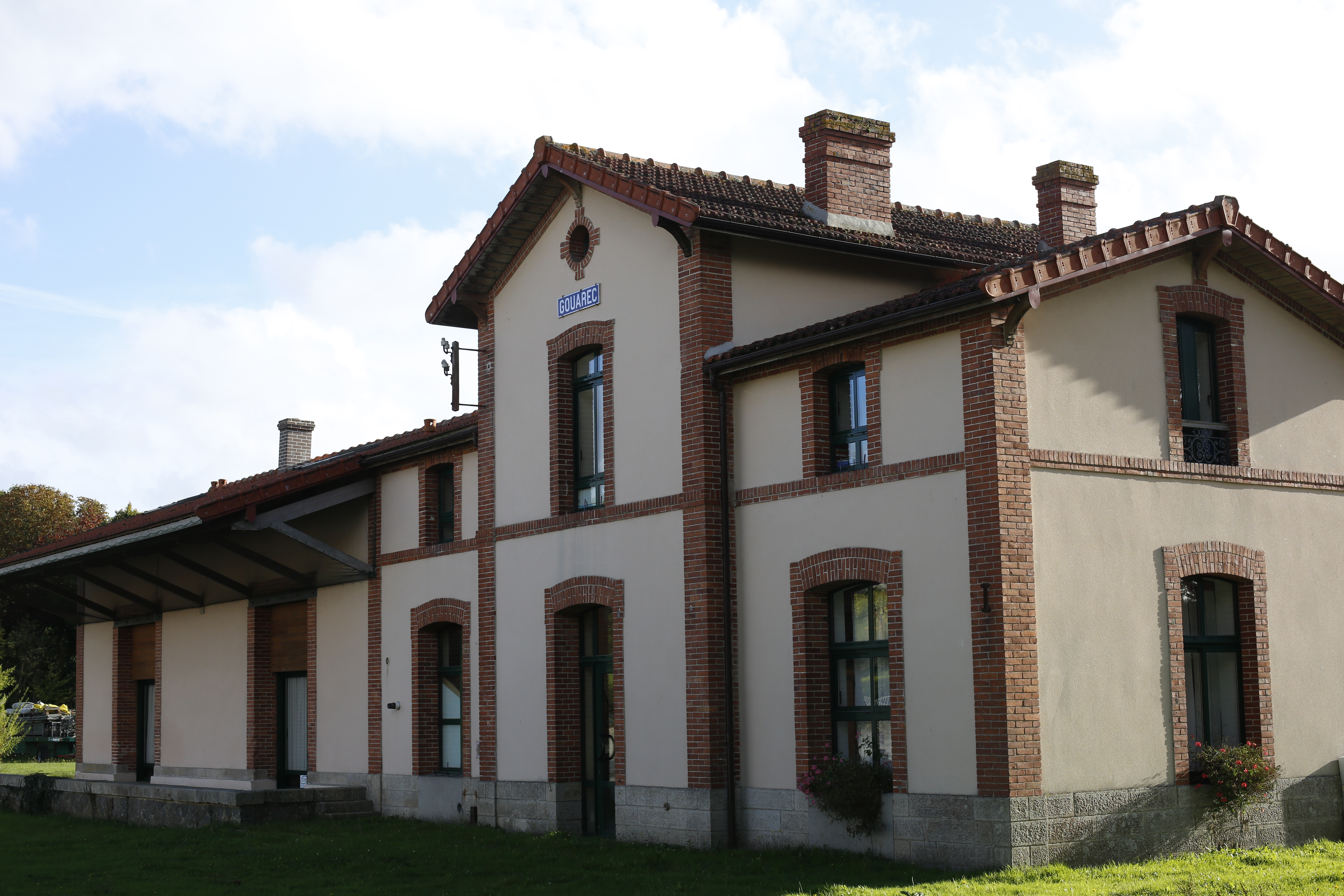
La gare de Gouarec, point de départ de la ligne touristique

Le chemin de fer de Bon-Repos est un chemin de fer touristique en Bretagne, créé par les Amis du chemin de fer de Bon-Repos. Il est situé à proximité de l'abbaye Notre-Dame de Bon-Repos.
L'objectif est de remettre en service une section de la ligne de Carhaix à Loudéac du Réseau breton (RB) à voie métrique. Il s'agira de reposer 4,1 km de voie entre l'ancienne halte de Bon-Repos à Laniscat et la gare de Gouarec. En guise de préfiguration, une ligne à voie de 60 cm a été mise en service pour des parcours touristiques.

## Situation ferroviaire

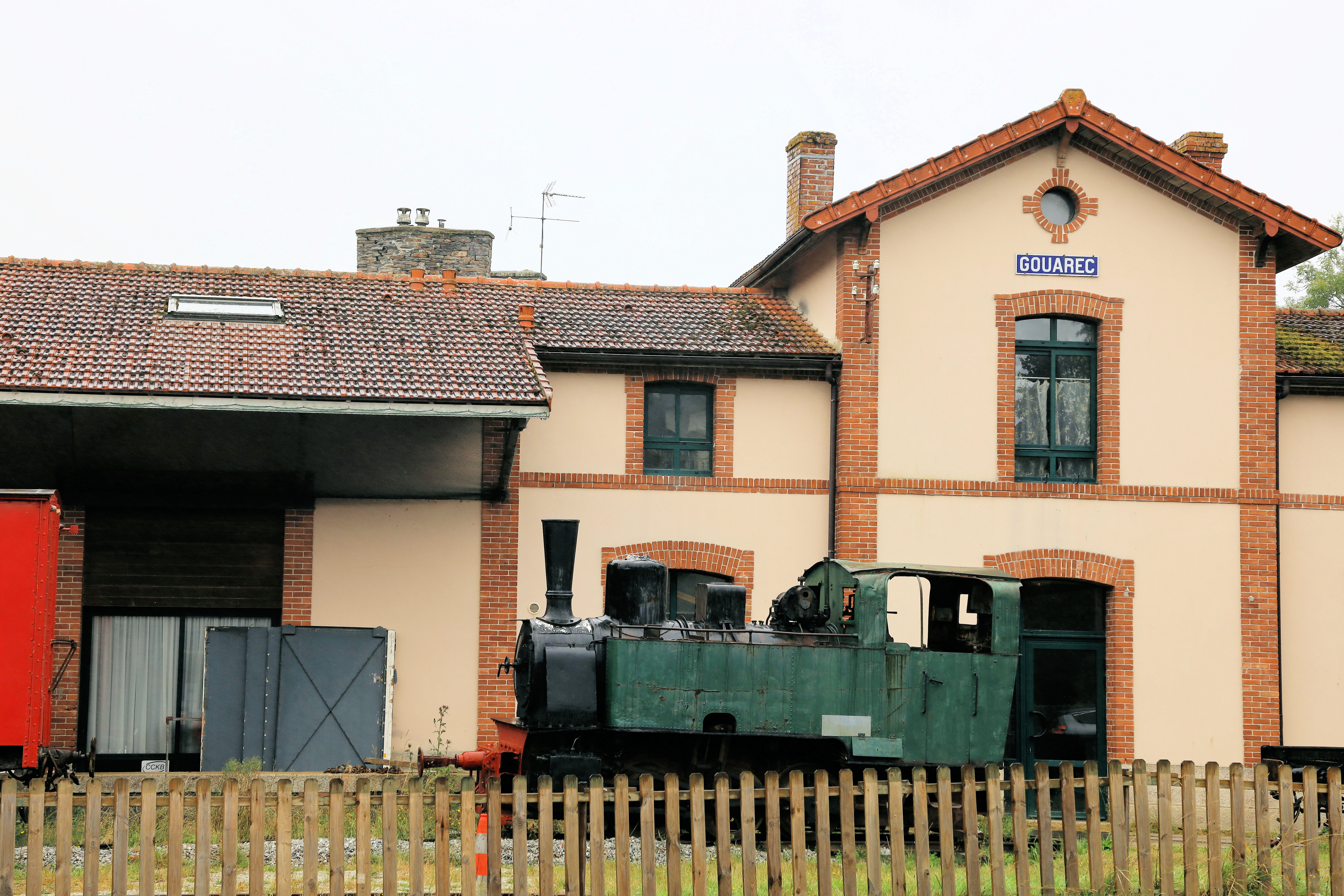
Locomotive 030t en gare de Gouarec.

Le chemin de fer reprend une section de la ligne à voie métrique de Carhaix à Loudéac. Cette section avait été déposée en 1970. La plateforme existait toujours ainsi que les bâtiments des gares. 
Entre 2015 et 2017, un train a circulé au départ de la Halte de Bon Repos sur une section de 500 m construite en voie de 60 cm, préfiguration du futur train touristique.
Au printemps 2017, le tracé de l'ex RN 164 (devenue RD 2164) revient à la situation d'avant 1970 : une route à 2 voies. Cette configuration permet la création par le Conseil Départemental des Côtes-d'Armor du tronçon manquant de la voie verte no 6 entre Gouarec et l'abbaye de Bon Repos ainsi que la recréation de l'ancienne plateforme du réseau breton sur le même itinéraire.
En septembre 2017, la décision est prise de transférer les installations du Chemin de fer de Bon Repos en gare de Gouarec afin de pouvoir accéder aux 4,1 km de l'ancien tracé, devenu utilisable à la suite des aménagements de la RD 2164.
En novembre et décembre 2017, la voie ferrée est posée à nouveau, au départ de la gare de Gouarec sur une distance de 1 700 m et dessert un terminus provisoire, dénommé la « gare aux korrigans ».

## Histoire
L'association du chemin de fer de Bon Repos est créée en 2015 pour construire et exploiter un chemin de fer touristique.
En 2018, une exploitation de vélorails, le VELORAIL DU KREIZ BREIZH, est lancée au départ de Gouarec.

## Matériel préservé
Principalement pour voie étroite à écartement métrique.

### Automotrice électrique
- Automotrice ANNE, construite par DECAUVILLE en 1957, ex Tramway du Mont Blanc
- Remorque ANNE, construite par DECAUVILLE en 1957, ex Tramway du Mont Blanc

### Autorails
- X 206, autorail De Dion-Bouton OC2 ex-RB, cédé en 2015 par la Société d'animation du Blanc Argent (SABA)
- X 232, autorail Decauville type DXW ex-Réseau breton, précédemment garé au Musée des tramways à vapeur et des chemins de fer secondaires français. Arrivé le 13 février 2024[4],  Inscrit MH (2008)[5].

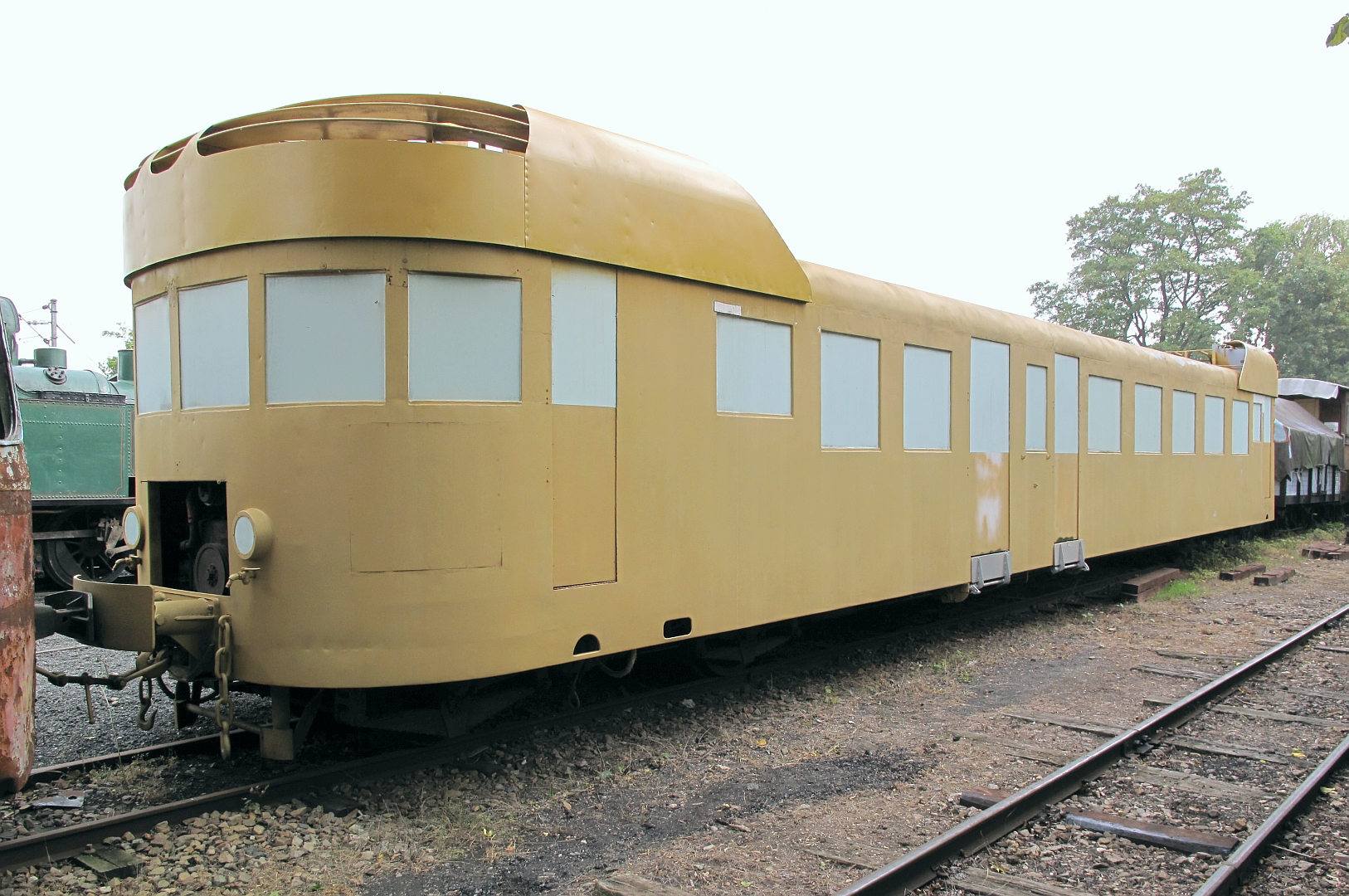
L'autorail Decauville X 232.

### Locotracteurs
- Locotracteur Comessa
- Locotracteur construit par les Établissements Billard, ex-MTVS, ex Forges de Gueugnon.
- Locotracteur BB 401 de construction CFD, ex-CP, ex-POC, arrivé le 19 septembre 2016[6].
- Locotracteur à deux essieux Deutz no 57346. À voie normale, il sera adapté pour la voie métrique.
- Locotracteur Diesel-hydraulique Schöma (de) type CFL 200 DCL, acquis auprès du Appenzeller Bahnen et arrivé le 7 octobre 2020.

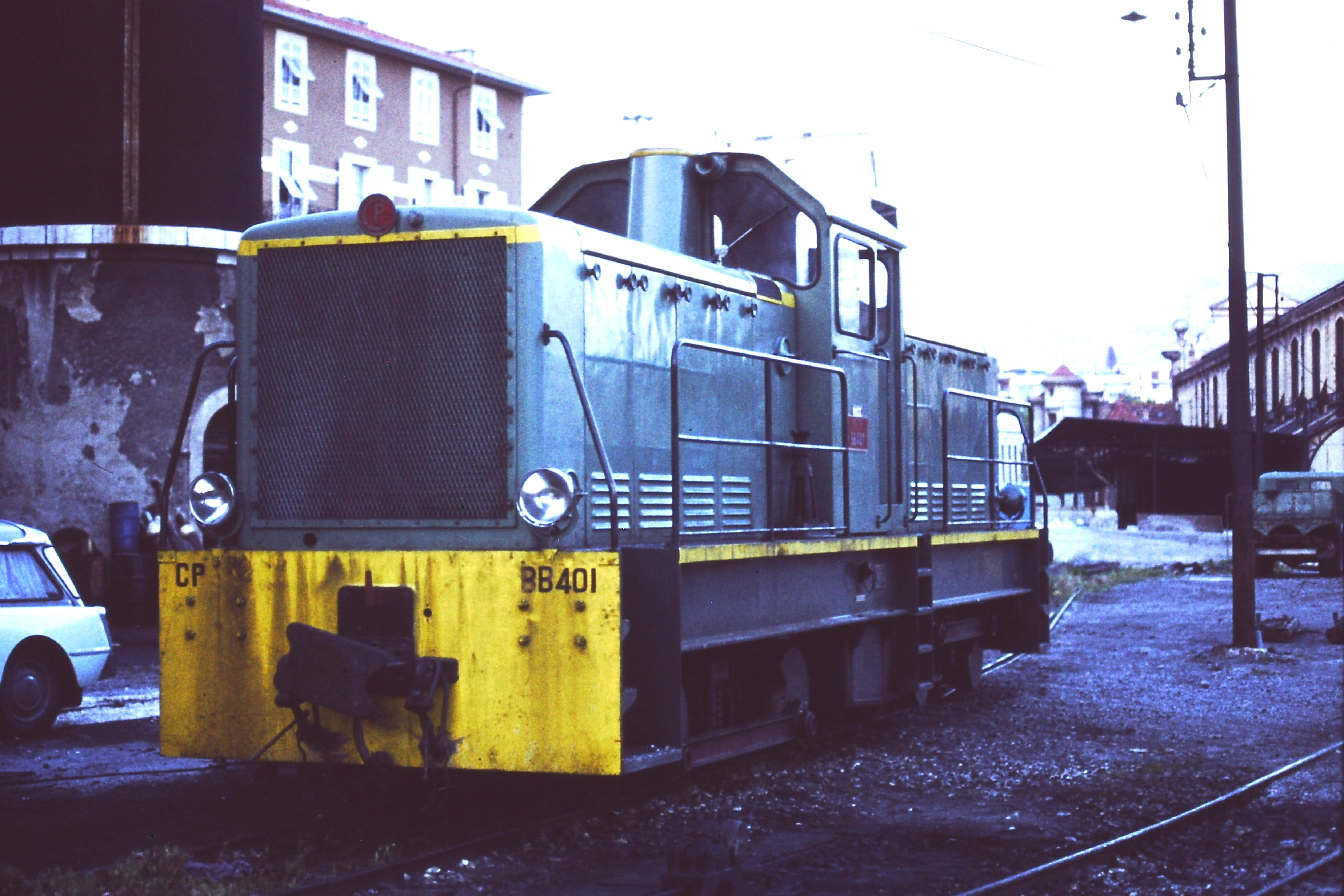
Le locotracteur BB 401 alors sur les CP en 1976.
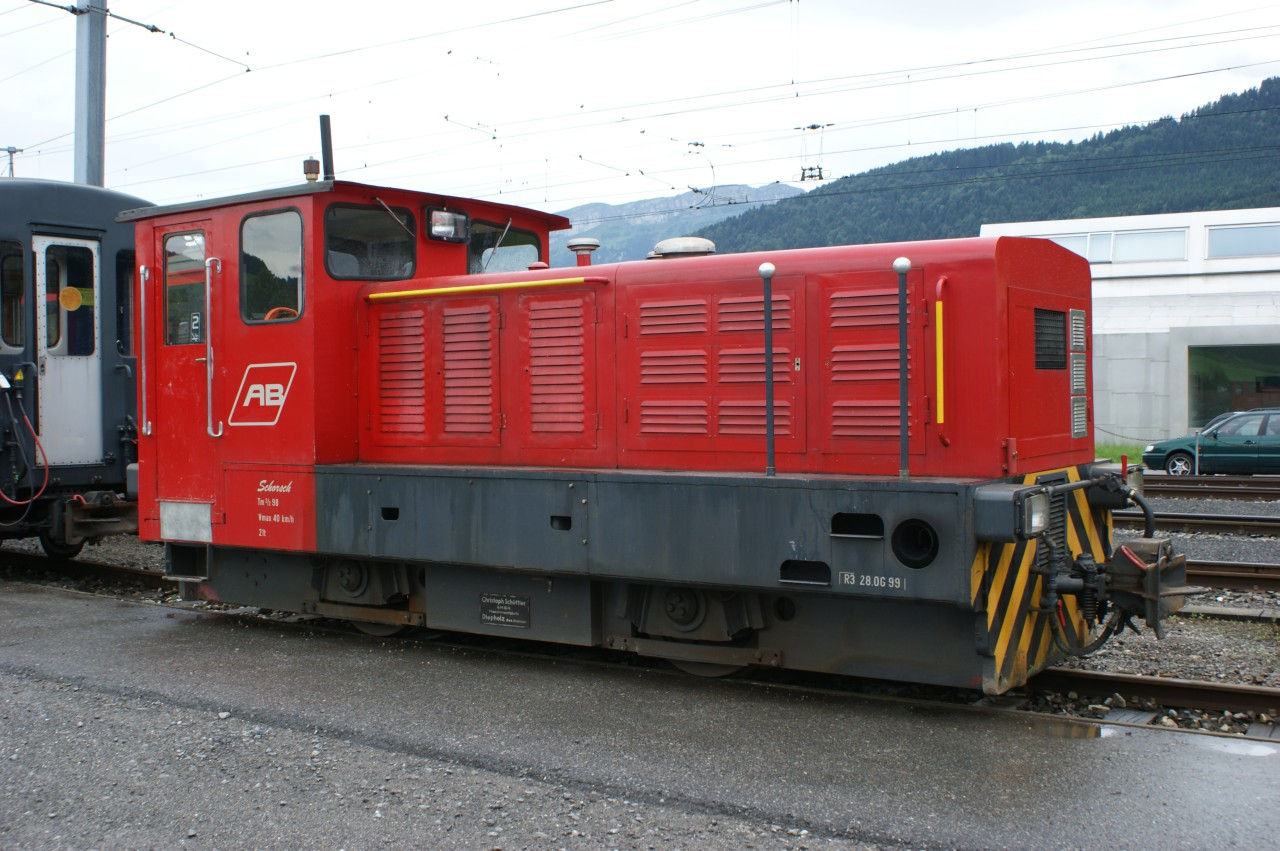
Le locotracteur Schöma du Appenzeller Bahnen.

### Draisines
- 1 draisine à voie normale ex-CFTA du dépôt de Carhaix ;
- 3 draisines à voie normale ex-SNCF provenant du train touristique PGVS de Soulac-sur-Mer. Elles seront converties à l'écartement métrique.

### Tramways
- Motrice 520 du Tramway de Lille - Roubaix - Tourcoing, construite en 1950 par Brissonneau et Lotz et provenant de l'AMTUIR.
- Rame articulée 552 puis 952, du tramway de Saint Etienne, construite en 1968 par La Brugeoise et Nivelles[7],
- Rame articulée 554 puis 954, du tramway de Saint Etienne, construite en 1968 par La Brugeoise et Nivelles[8]

### Matériel remorqué
Voitures à voyageurs
- voiture ABDf 61 ex-RB (caisse uniquement, sans châssis)
- voiture à bogies, B 72 suisse ex-chemin de fer Bière-Apples-Morges construite en 1916 et transformée en 1955
- voiture à bogies, XR 1341, ex Chemins de fer de Provence (CP)[9];
- voiture à bogies, XR 1344, ex Chemins de fer de Provence (CP)
- voiture-bar à essieux, ZS 10501, ex-ligne de Saint-Gervais-les-Bains-Le Fayet à Vallorcine[10]
- voiture-salon à essieux, ZR 20426, ex-ligne de Saint-Gervais-les-Bains-Le Fayet à Vallorcine[10]

Fourgon à bagages
- Dp 502 à bogies, ex Chemins de fer de Provence

Wagons de marchandises
Wagons couverts
- K 118, ANF Blanc-Misseron 1904, ex-PO-Corrèze puis BA, détaché au Meusien (1916-1919);
- K 249, ANF Blanc-Misseron, 1902, ex- Chemin de fer du Blanc-Argent;
- G 207, Société Horme et Buire, 1911, ex- JN 330, ex-Chemins de fer de Provence (CP);
- K.. ex-RB (caisse avec châssis sans essieux et plaques de garde)
- K 661, SIG 1908, ex K 61, ex K 21, ex-AOMC Chemin de fer Aigle-Ollon-Monthey-Champéry, (Suisse);
- K 662, SIG 1908, ex K 62, ex K 22, ex- ex-AOMC
- K 663, SIG 1908, ex K 63, ex K 23, ex-AOMC
- K 64, SIG 1908, ex K 24, ex-AOMC
- K 4044, De Dietrich 1903, ex CFD Vivarais
- Deux wagons couverts K ? et K ?, ex-Chemin de fer de la baie de Somme, ex-Réseau breton

Wagons tombereaux
- E 221, Société Horme et Buire, 1912; ex- UN 312, ex-CP,
- E 230, Société Horme et Buire, 1912; ex- UN 353, ex-CP,

Wagons plats
- K ***, ex Chemins de fer de Provence,
- K 238, Decauville, 1905; ex- VN 290, ex-CP,
- K 233, Desouches et David 1892, ex-CP[11],
- U 271, Desouches et David 1892; ex- K 122, ex-CP,

Wagons spéciaux
- X 954, ballastière à essieux, SWS 1909, ex M 111 puis Kkm 86, ex AOMC Chemin de fer Aigle-Ollon-Monthey-Champéry, (Suisse),
- X 81, wagon plat à essieux X 81, équipé d'une grue, SIG 1913, ex M 81, ex AOMC
- X 812, ballastière à bogies Fau, NEWAG 1991, ex Berner Oberland Bahn (BOB) puis AOMC,
- n°***, plat à bogies, livré en 1898 par La Buire, ex-CP[12],
- Deux ballastières auto-déchargeables à deux essieux Lv ? et Lv ?, ex-Chemin de fer du Vivarais, ex-Chemins de fer de la Corse.

Remorque d'autorail
- Ex-autorail Billard A 150 D1 des Tramways d'Ille-et-Vilaine, démotorisé et transformé en remorque R5 au Réseau breton. Précédemment garé au musée des tramways à vapeur et des chemins de fer secondaires français. Arrivé le 15 février 2024[4].

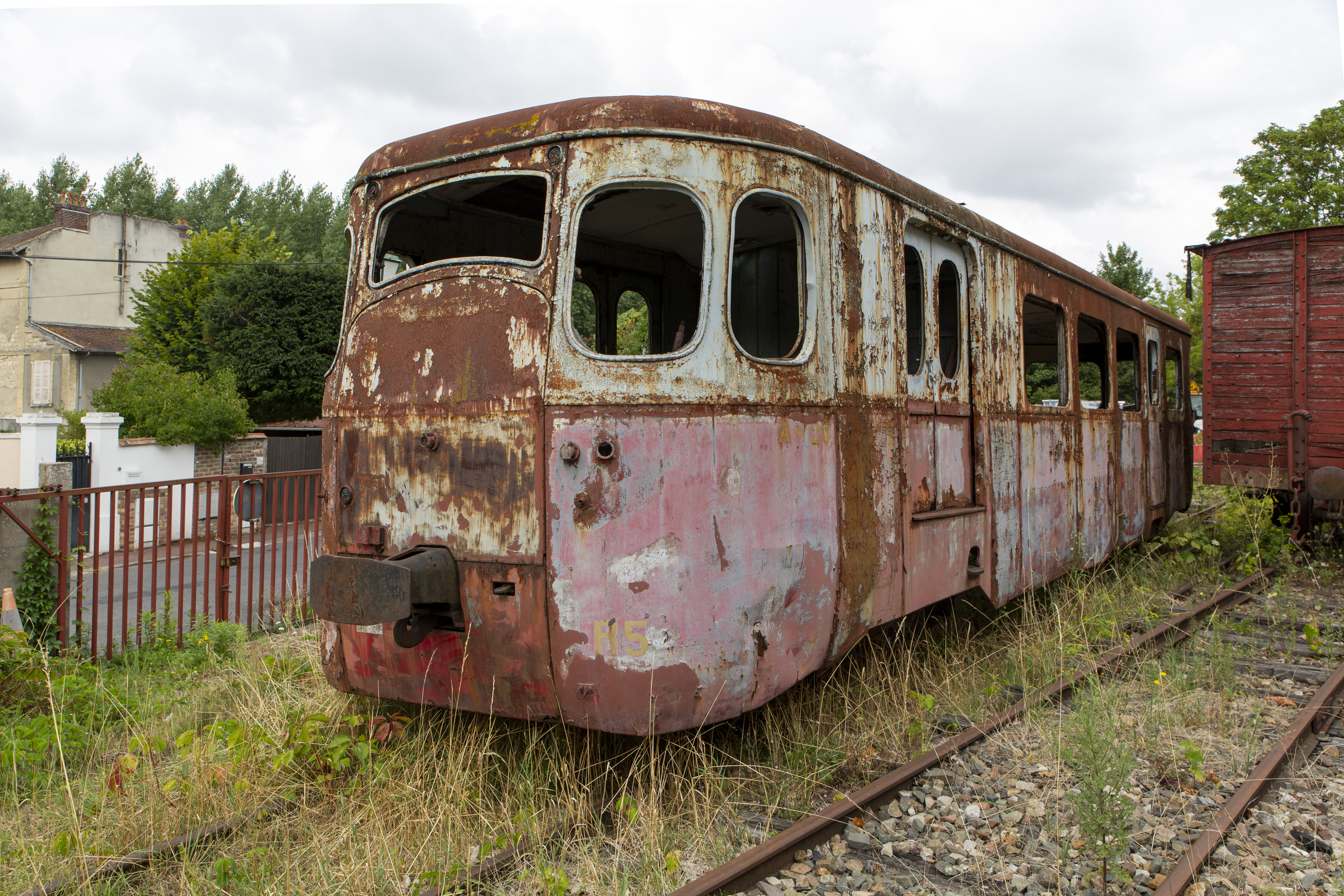
La remorque Billard R5.

### Voie de 600 mm
- locotracteur Simplex
- locotracteur Diéma (2 unités)
- locotracteur Comessa
- locotracteur CACL (chantiers et ateliers de construction de Lyon) de 1950, provenant du chemin de fer des Chanteraines
- 2 baladeuses
- 2 baladeuses ex-Stoomcentrum Maldegem (Belgique).